# Saint-Nazaire-sur-Charente
Pour les articles homonymes, voir Saint-Nazaire (homonymie).
Saint-Nazaire-sur-Charente est une commune du sud-ouest de la France, située sur la rive sud de l'estuaire de la Charente, dans le département de la Charente-Maritime (région Nouvelle-Aquitaine). Ses habitants sont appelés les Saint-Nazairiens et les Saint-Nazairiennes.

## Géographie
La commune de Saint-Nazaire-sur-Charente est située dans la partie sud-ouest de la France, au centre de la côte atlantique dont elle est distante de quelques kilomètres à vol d'oiseau, faisant partie du « Midi atlantique ».
Commune fluviale et estuarienne, elle est longée uniquement sur sa rive gauche par la Charente.
Elle appartient à la couronne périurbaine de l'aire urbaine de Rochefort et s'étend entièrement sur la rive sud de l'estuaire de la  Charente en aval de Rochefort.

### Communes limitrophes
|                  | Saint-Laurent-de-la-Prée   | Vergeroux |
| Port-des-Barques | Saint-Nazaire-sur-Charente | Rochefort |
| Saint-Froult     | Moëze                      | Soubise   |

## Urbanisme

### Typologie
Au 1er janvier 2024, Saint-Nazaire-sur-Charente est catégorisée bourg rural, selon la nouvelle grille communale de densité à 7 niveaux définie par l'Insee en 2022.
Elle appartient à l'unité urbaine de Port-des-Barques, une agglomération intra-départementale dont elle est une commune de la banlieue,. Par ailleurs la commune fait partie de l'aire d'attraction de Rochefort, dont elle est une commune de la couronne,. Cette aire, qui regroupe 33 communes, est catégorisée dans les aires de 50 000 à moins de 200 000 habitants,.
La commune, bordée par l'estuaire de la Charente, est également une commune littorale au sens de la loi du 3 janvier 1986, dite loi littoral. Des dispositions spécifiques d’urbanisme s’y appliquent dès lors afin de préserver les espaces naturels, les sites, les paysages et l’équilibre écologique du littoral, tel le principe d'inconstructibilité, en dehors des espaces urbanisés, sur la bande littorale des 100 mètres, ou plus si le plan local d’urbanisme le prévoit.

### Occupation des sols
L'occupation des sols de la commune, telle qu'elle ressort de la base de données européenne d’occupation biophysique des sols Corine Land Cover (CLC), est marquée par l'importance des territoires agricoles (86,6 % en 2018), une proportion sensiblement équivalente à celle de 1990 (86,5 %). La répartition détaillée en 2018 est la suivante : 
terres arables (55,2 %), prairies (16,4 %), zones agricoles hétérogènes (15 %), eaux maritimes (6 %), eaux continentales (3 %), zones urbanisées (2,5 %), zones humides côtières (1,9 %). L'évolution de l’occupation des sols de la commune et de ses infrastructures peut être observée sur les différentes représentations cartographiques du territoire : la carte de Cassini (XVIIIe siècle), la carte d'état-major (1820-1866) et les cartes ou photos aériennes de l'IGN pour la période actuelle (1950 à aujourd'hui).

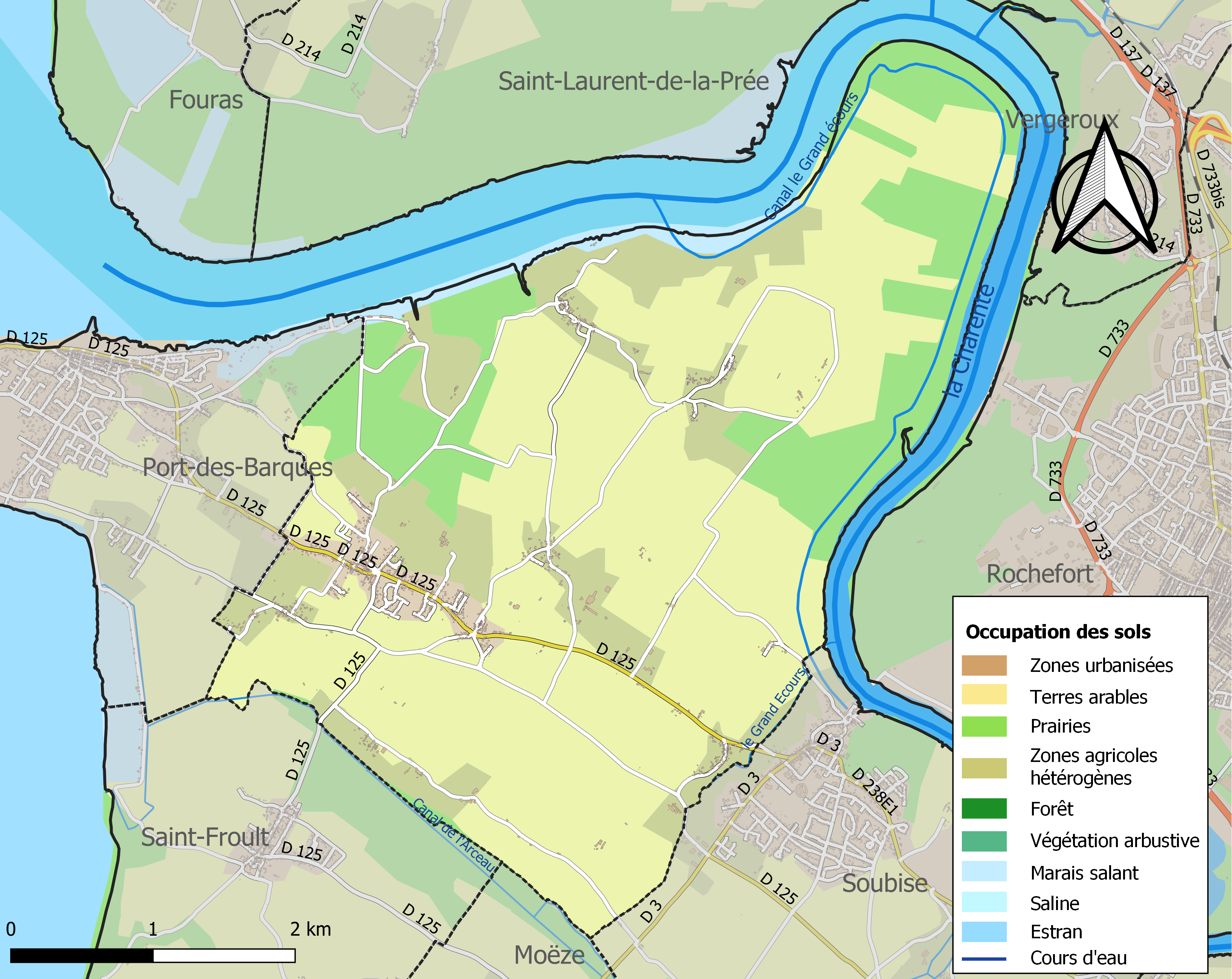
Carte des infrastructures et de l'occupation des sols de la commune en 2018 (CLC).

### Risques majeurs
Le territoire de la commune de Saint-Nazaire-sur-Charente est vulnérable à différents aléas naturels : météorologiques (tempête, orage, neige, grand froid, canicule ou sécheresse), inondations, mouvements de terrains et séisme (sismicité modérée). Il est également exposé à un risque technologique,  le transport de matières dangereuses. Un site publié par le BRGM permet d'évaluer simplement et rapidement les risques d'un bien localisé soit par son adresse soit par le numéro de sa parcelle.

#### Risques naturels
La commune fait partie du territoire à risques importants d'inondation (TRI) du littoral charentais-maritime, regroupant 40 communes concernées par un risque de submersion marine de la zone côtière, un des 21 TRI qui ont été arrêtés fin 2012 sur le bassin Adour-Garonne et confirmé en 2018 lors du second cycle de la Directive inondation, mais annulé en 2020. Les submersions marines les plus marquantes des XXe et XXIe siècles antérieures à 2019 sont celles liées à la tempête du 9 février 1924, à la tempête du 15 février 1957, aux tempêtes Lothar et Martin des 26 et 27 décembre 1999 et à la tempête Xynthia des 27 et 28 février 2010. D’une violence exceptionnelle, la tempête Xynthia a fortement endommagé le littoral de la Charente Maritime : douze personnes ont perdu la vie (essentiellement par noyade), des centaines de familles ont dû être relogées, et, sur un linéaire de l’ordre de 400 km de côte et de 225 km de défenses contre la mer, environ la moitié de ces ouvrages a subi des dommages plus ou moins importants. C’est environ 5 000 à 6 000 bâtiments qui ont été submergés et 40 000 ha de terres agricoles. La commune a été reconnue en état de catastrophe naturelle au titre des dommages causés par les inondations et coulées de boue survenues en 1982, 1993, 1999 et 2010,.

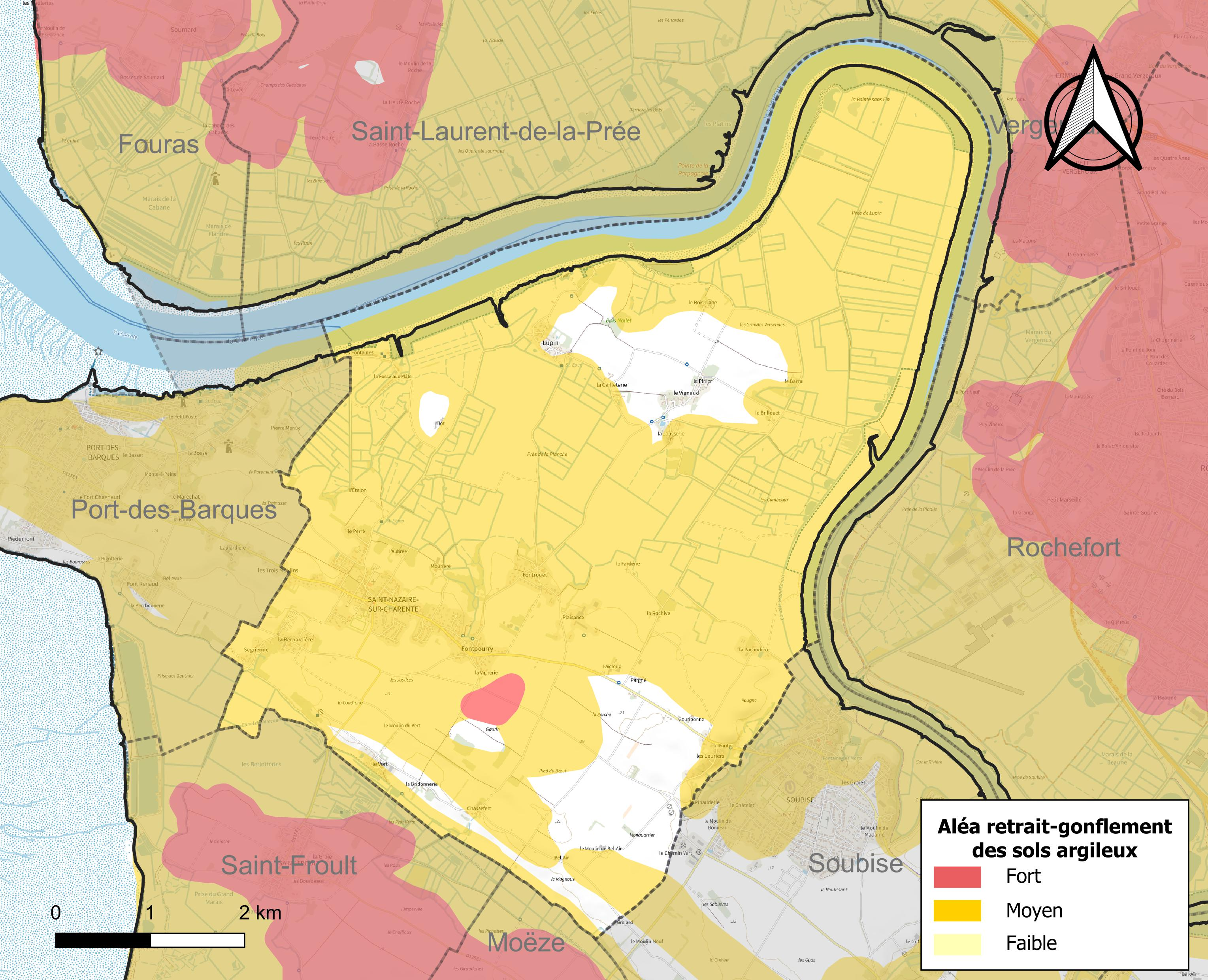
Carte des zones d'aléa retrait-gonflement des sols argileux de Saint-Nazaire-sur-Charente.

Les mouvements de terrains susceptibles de se produire sur la commune sont des tassements différentiels.
Le retrait-gonflement des sols argileux est susceptible d'engendrer des dommages importants aux bâtiments en cas d’alternance de périodes de sécheresse et de pluie. 85,7 % de la superficie communale est en aléa moyen ou fort (54,2 % au niveau départemental et 48,5 % au niveau national). Sur les 629 bâtiments dénombrés sur la commune en 2019,  547 sont en aléa moyen ou fort, soit 87 %, à comparer aux 57 % au niveau départemental et 54 % au niveau national. Une cartographie de l'exposition du territoire national au retrait gonflement des sols argileux est disponible sur le site du BRGM,.
Par ailleurs, afin de mieux appréhender le risque d’affaissement de terrain, l'inventaire national des cavités souterraines permet de localiser celles situées sur la commune.
Concernant les mouvements de terrains, la commune a été reconnue en état de catastrophe naturelle au titre des dommages causés par la sécheresse en 1989 et 2003 et par des mouvements de terrain en 1999 et 2010.

#### Risques technologiques
Le risque de transport de matières dangereuses sur la commune est lié à sa traversée par une ou des infrastructures routières ou ferroviaires importantes ou la présence d'une canalisation de transport d'hydrocarbures. Un accident se produisant sur de telles infrastructures est susceptible d’avoir des effets graves sur les biens, les personnes ou l'environnement, selon la nature du matériau transporté. Des dispositions d’urbanisme peuvent être préconisées en conséquence.

## Toponymie
La commune de Saint-Nazaire-sur-Charente aurait tiré son nom du martyr chrétien Nazarius, pieux anachorète converti au christianisme et mort, décapité, en 68 de notre ère, qui au Ier siècle de notre ère, voyagea beaucoup dans les gaules et dont le culte est célébré en France et en Italie. Si l’on en croit la tradition populaire, la légende voudrait qu’il ait vécu dans le village, dans une grotte au lieu-dit l’Ermitage”.

## Histoire
Les prospections archéologiques concernant les périodes néolithiques et gallo-romaines ont révélé une occupation humaine très ancienne. Avant la révolution Saint-Nazaire faisait partie de la seigneurie de Soubise dont les plus importants seigneurs ont été les Parthenay-Larchevêque au Moyen Âge puis les Rohan-Soubise à partir de 1575. La paroisse de Saint-Nazaire occupait dans sa totalité la pointe au sud de l’estuaire de la Charente, Île Madame comprise. Situé face à la presqu’île de  Fouras et ouvrant sur le golfe de Saintonge, vers la vallée de la Seudre, le territoire constituait un site stratégique. À l’époque moderne, lorsque furent lancées par Colbert les Constructions de L’arsenal de Rochefort et la mise en place du système de fortifications côtières, le territoire de Saint-Nazaire fut équipé pour contribuer à  la défense et l’équipement du grand port militaire. Saint-Nazaire a toujours été la paroisse la plus étendue et la plus peuplée de la seigneurie de Soubise ; les protestants y étaient nombreux, comme sur les communes environnantes.
La commune s'appelait Saint-Nazaire-en-Saintonge jusqu'à la Révolution française puis, par souci d'effacer toute référence religieuse, elle prit le nom de « Marat ». Redevenue ensuite Saint-Nazaire, elle prend son nom actuel de Saint-Nazaire-sur-Charente le 7 septembre 1905.
Par ordonnance du 27 juillet 1832, changement des limites entre Soubise et Saint-Nazaire-sur-Charente.
Le 19 septembre 1947, la commune est scindée et sa partie ouest devient la commune de Port-des-Barques.

## Administration

### Liste des maires

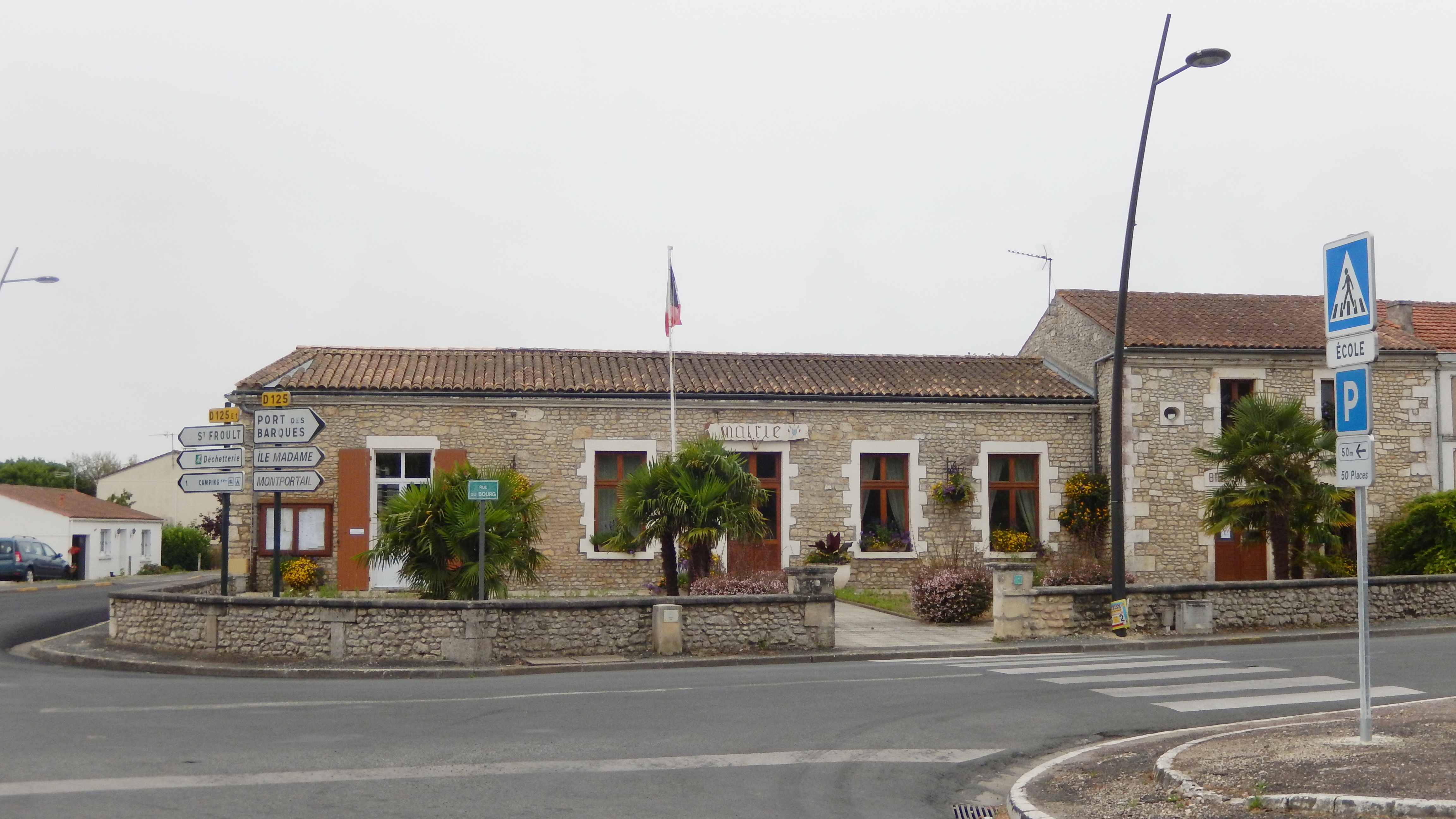
La mairie.

| Période                                  | Période  | Identité           | Étiquette      | Qualité                               |
| ---------------------------------------- | -------- | ------------------ | -------------- | ------------------------------------- |
| Les données manquantes sont à compléter. |          |                    |                |                                       |
| avant 1988                               | ?        | Jean-Claude Martin |                |                                       |
| 2001                                     | 2014     | Christiane Le Roux |                |                                       |
| 2014                                     | 2020     | Valérie Barthélemy | DVD            | Fonctionnaire                         |
| 2020                                     | En cours | Sylvain Gaurier    | Sans Etiquette | Opérateur-Régleur dans l'aéronautique |

### Région
À la suite de la réforme administrative de 2014 ramenant le nombre de régions de France métropolitaine de 22 à 13, la commune appartient depuis le 1er janvier 2016 à la région Nouvelle-Aquitaine, dont la capitale est Bordeaux. De 1972 au 31 décembre 2015, elle a appartenu à la région Poitou-Charentes, dont le chef-lieu était Poitiers.

## Démographie

### Évolution démographique
L'évolution du nombre d'habitants est connue à travers les recensements de la population effectués dans la commune depuis 1793. Pour les communes de moins de 10 000 habitants, une enquête de recensement portant sur toute la population est réalisée tous les cinq ans, les populations de référence des années intermédiaires étant quant à elles estimées par interpolation ou extrapolation. Pour la commune, le premier recensement exhaustif entrant dans le cadre du nouveau dispositif a été réalisé en 2006.

En 2022, la commune comptait 1 214 habitants, en évolution de +2,79 % par rapport à 2016 (Charente-Maritime : +4,04 %, France hors Mayotte : +2,11 %).
| 1793  | 1800  | 1806  | 1821  | 1831  | 1836  | 1841  | 1846  | 1851  |
| ----- | ----- | ----- | ----- | ----- | ----- | ----- | ----- | ----- |
| 1 563 | 1 477 | 1 546 | 1 595 | 1 581 | 1 534 | 1 584 | 1 492 | 1 466 |

| 1856  | 1861  | 1866  | 1872  | 1876  | 1881  | 1886  | 1891  | 1896  |
| ----- | ----- | ----- | ----- | ----- | ----- | ----- | ----- | ----- |
| 1 406 | 1 476 | 1 354 | 1 306 | 1 296 | 1 266 | 1 475 | 1 325 | 1 371 |

| 1901  | 1906  | 1911  | 1921  | 1926  | 1931  | 1936  | 1946  | 1954 |
| ----- | ----- | ----- | ----- | ----- | ----- | ----- | ----- | ---- |
| 1 346 | 1 440 | 1 539 | 1 426 | 1 305 | 1 361 | 1 507 | 1 635 | 706  |

| 1962 | 1968 | 1975 | 1982 | 1990 | 1999 | 2006  | 2011  | 2016  |
| ---- | ---- | ---- | ---- | ---- | ---- | ----- | ----- | ----- |
| 797  | 770  | 664  | 855  | 834  | 850  | 1 023 | 1 168 | 1 181 |

| 2021  | 2022  | - | - | - | - | - | - | - |
| ----- | ----- | - | - | - | - | - | - | - |
| 1 210 | 1 214 | - | - | - | - | - | - | - |

## Lieux et monuments

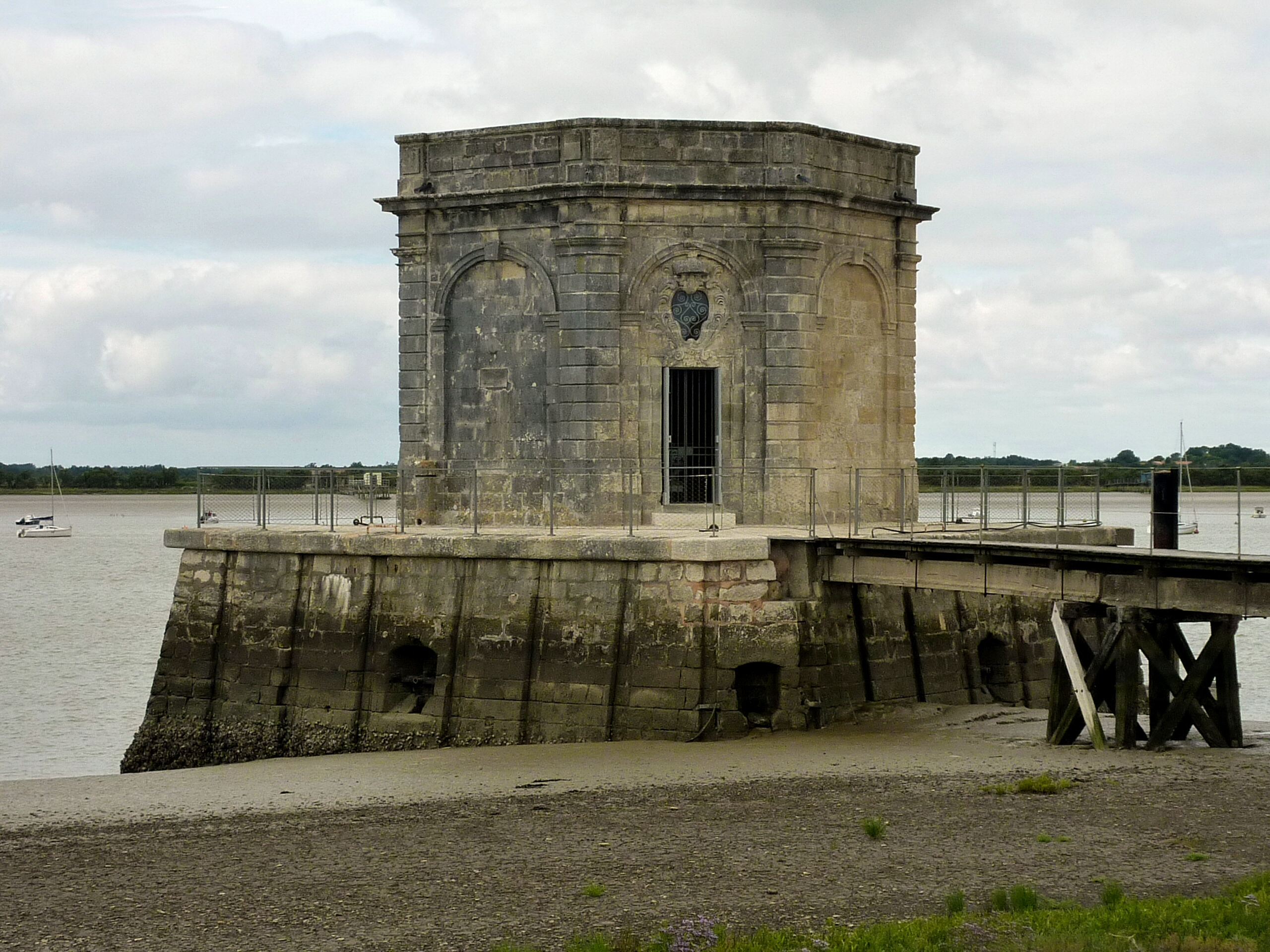
La fontaine Royale alias fontaine de Lupin.

- La fontaine Royale, dite fontaine de Lupin : La Fontaine de Lupin est implantée dans le lit de la Charente, construite en 1676 et reconstruite en 1763, en aval de fort Lupin. Historiquement, c’est la première source captée puisque son origine remonte à la fondation de l’arsenal de Rochefort pour permettre aux navires de se ravitailler en eau potable. Son architecture renforce l’intérêt avec son style du milieu du  XVIIIe siècle. Elle était encore activée au début du  XXe siècle. La Fontaine est un chaînon important car il s’agit de l’une des trois seules “aiguades” - lieu où les navires s’approvisionnent en eau douce - conservée de nos jours (les deux autres sont à  Brest et à Belle-Île). Aujourd’hui, le site revit grâce aux pontons installés depuis 1985. Ce petit port de plaisance peut accueillir jusqu’à 90 bateaux et permet aux plaisanciers de s’amarrer du 1er avril au 31 octobre.

- Saint-Nazaire possède aussi trois  autres fontaines : la fontaine de Fontpourri ou Fontpoury, la fontaine d'Orange, de l'autre côté du vallon - 100 m environ - Ces deux fontaines forment un ruisseau où le cresson se développe de même que les arums. La troisième dite des Morts, qui vient d'être restaurée avec goût,  jouxte le cimetière, près de l'église. Ces trois sources sont recouvertes d’un édicule en pierre de taille servant de réserve pour alimenter la fontaine Lupin. Des lambeaux de conduite demeurent. La fontaine d'Orange, ensevelie sous le lierre, mériterait d'être mise en valeur.
- Le fort Lupin : construit en 1683 pour défendre l’arsenal de Rochefort, sur le plan type de la défense côtière de Vauban, il est aujourd’hui classé ” Monument Historique”. Situé sur la rive gauche de l’estuaire de la Charente, en aval de Rochefort, le fort lupin se rattache par ses origines à l’intérêt direct que prit Vauban à sa construction. Celle-ci fut confiée à l’entrepreneur Delisle et dura environ 3 ans de 1683 à 1686. Ce fort de la Charente, devait être l’un des éléments de défense de Rochefort avec deux postes avancés, le corps de garde de l’Île Madame et celui de Piedemont : il assurait aussi la protection de la fontaine de Saint-Nazaire.

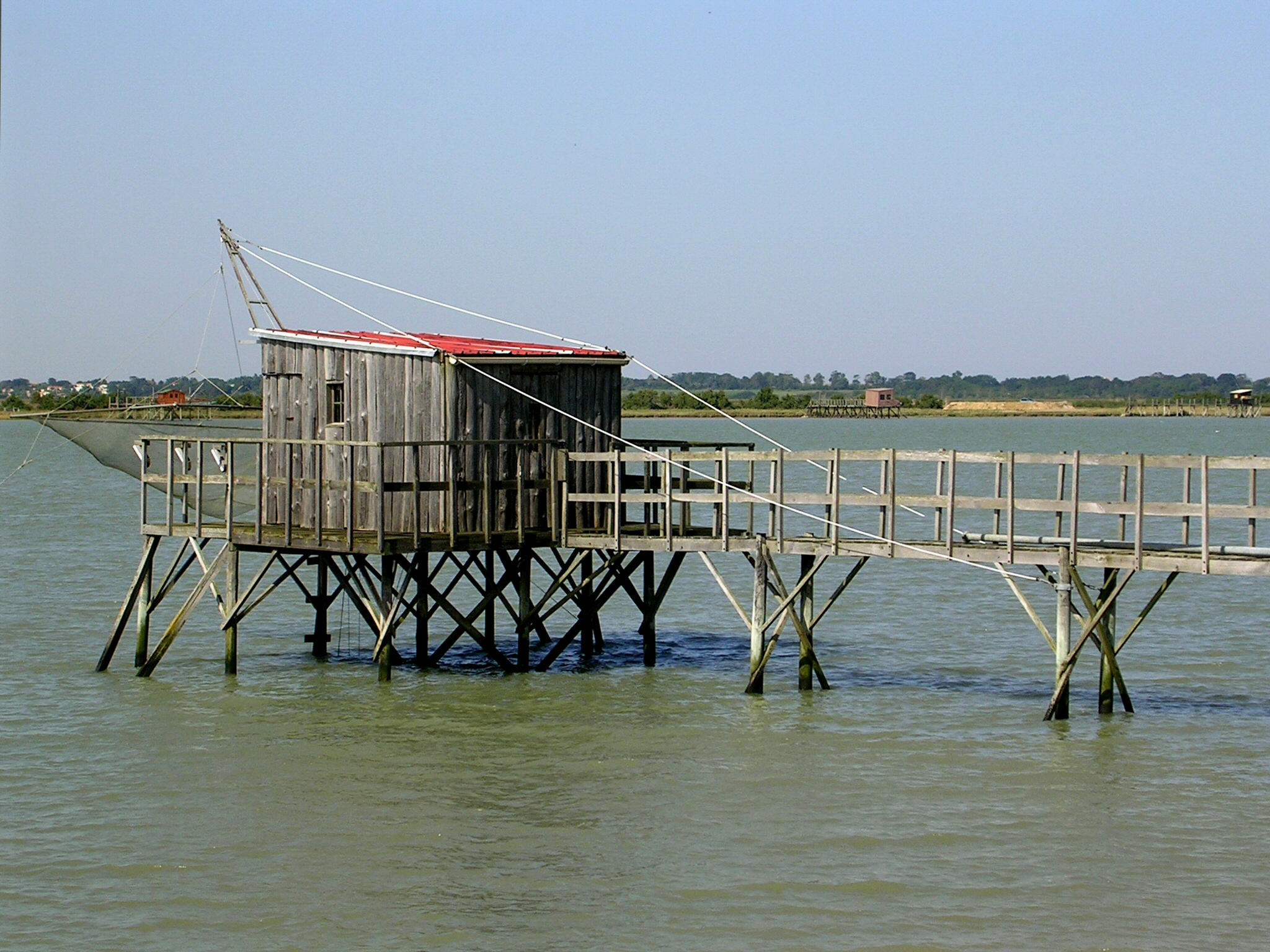
Ponton de pêche au carrelet à Saint-Nazaire-sur-Charente.

- Les pontons de pêche au carrelet, installations traditionnelles de la pêche charentaise, bordent les rives de la Charente de son embouchure jusqu'à proximité du viaduc de Martrou à Rochefort. Ces cabanes en bois posées sur une plateforme au bout d’une passerelle au-dessus de l’eau permettent aux pêcheurs, certes de ne prélever qu’une petite quantité de poissons, mais de refaire les manœuvres de toujours en relevant le filet à l’aide d'un treuil. Il existe de nombreuses associations de défense de ce patrimoine maritime.

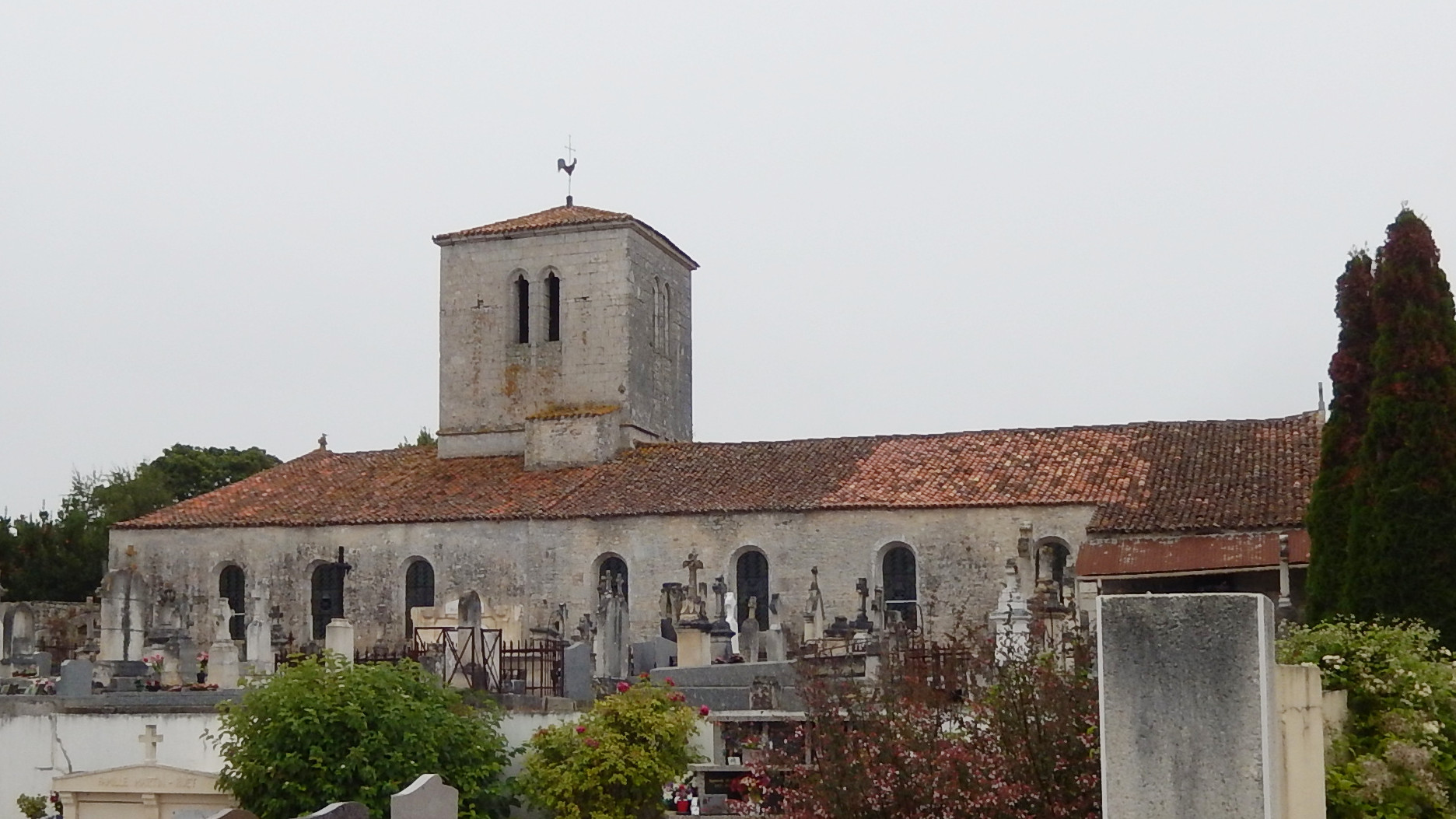
L'église Saint-Nazaire.

- l’église Saint-Nazaire : détruite plusieurs fois à l’issue des guerres de Cent ans et des guerres de religion, l’église a été reconstruite en partie, à  différentes reprises. À la fin du Moyen Âge une sacristie a été adjointe à l’édifice, fait rare pour les églises rurales de cette époque. L’église date pour partie du  XVIIe siècle. L’intérieur est particulièrement sobre. Conservé à sa place d’origine, le cimetière jouxte toujours l’église.

- L’autel : chacune des nefs de l’église renferme un autel. Le maître-autel du XVIIe siècle situé au sud dans le chœur de l’église est orné d’un tableau de la Vierge à l’Enfant daté de 1860 signé Hansmann. L’œuvre, qui figure une Vierge à l’Enfant, est un don de l’empereur Napoléon III. L’ensemble est encadré de deux statues, celle de saint Eutrope et sainte Estelle, qui reposent sur des corniches. Une des curiosités, c’est son ex-voto, le Zélé, une maquette de bateau de haut rang de 74 canons.

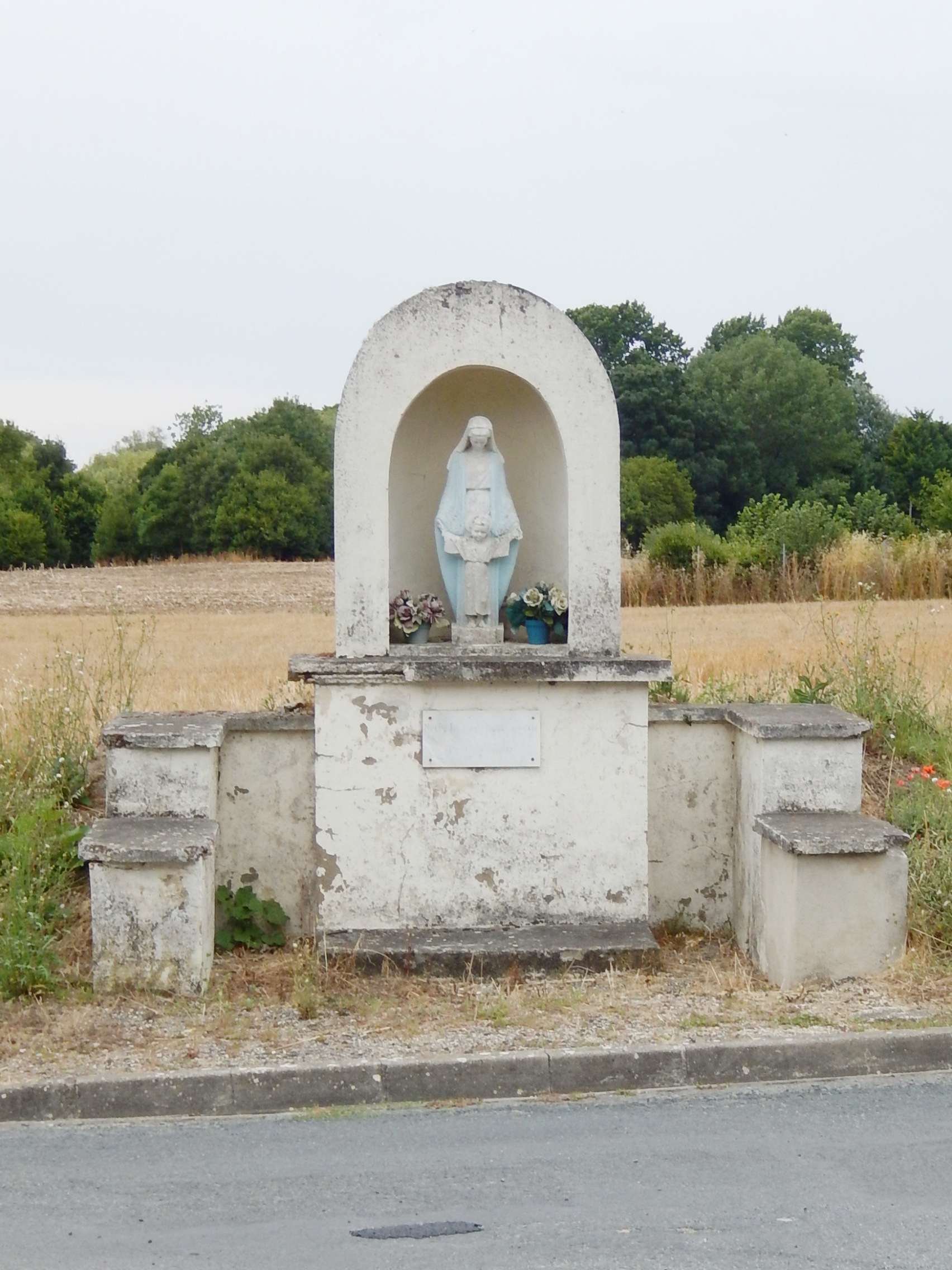
Monument à la Vierge Marie rue de Lupin.

- Une statue de la Vierge Marie, située sur la route reliant Fort Lupin au bourg, au bord d'un petit carrefour giratoire.